# Géczi Zoltán
Géczi Zoltán (Hódmezővásárhely, 1980. április 14. –) magyar színész.

## Életpályája
1998–2000 között a Békéscsabai Jókai Színház stúdiójának növendéke, Gáspár Tibor tanítványaként. 2004-ben végzett a Színház- és Filmművészeti Egyetem színész szakán, Hegedűs D. Géza osztályában. Szakdolgozatát Nehézéletűek címmel Bodó Viktor, Balkay Géza, Bertók Lajos és Dobó Dániel színművészekről írta. Gyakornoki idejét az Új Színházban töltötte.
2006–2010 között Fodor Tamás társulatának tagja a Stúdió K-ban, színészként, rendezőként, bábszínészként, és díszlettervezőként. 2010–2015 között a Vígszínház tagja volt. 2006 óta kamatoztatja rendezői képességeit is.
2015 őszi megalakulása óta a Terminál Workhouse társulat tagja. Színházi szerepei mellett látható filmekben és szinkronizál is.

## Színházi szerepei
A Színházi adattárban regisztrált bemutatóinak száma 2017. november 1-i lekérdezéskor: 47.
- William Shakespeare, Mészöly Dezső: Vízkereszt, vagy amit akartok – második őr (Békés Megyei Jókai Színház, 1999)
- Konter László: Hamupipőke – királyfi (Békés Megyei Jókai Színház, 2000)
- Arany János, Balla Zsófia: Rózsa és Ibolya – Rózsa, magyar királyfi (Stúdió 'K', 2001)
- Hajduk Károly, Danis Lídia, Géczi Zoltán, Czapkó Antal szerepnaplóinak és improvizációinak felhasználásával Bodó Viktor: Attack – Töci (Színház- és Filmművészeti Egyetem, Magma Társaság, Kamra, 2002)
- August Strindberg, Kúnos László: Csak bűnök és bűnök... – Enile; Detektív II. (Új Színház Stúdiószínpad, 2003)
- Heinrich von Kleist, Szabó Lőrinc: Amphitryon – Mercur (Színház- és Filmművészeti Egyetem, Ódry Színpad, Padlás, 2003)
- Fjodor Mihajlovics Dosztojevszkij, Arnold Wesker, Bart István: Lakodalom – Lingi, Tosh fia (Színház- és Filmművészeti Egyetem Ódry Színpad, Padlás, 2003)
- Arthur Miller, Ungvári Tamás: Fejének belseje (Az ügynök halála) – Happy (Színház- és Filmművészeti Egyetem Ódry Színpad, 2003)
- Sam Shepard, Upor László: Hazug képzelet – Frankie (Új Színház Stúdiószínpad, 2003)
- Erdős Virág, Hazai Attila, Kemény István, Simon Balázs, Vajda Robi, Peer Krisztián: Szorongás orfeum (Színház- és Filmművészeti Egyetem Ódry Színpad, 2004)
- Metro (Színház- és Filmművészeti Egyetem, Hevesi Sándor Terem, 2004)
- William Shakespeare, Nádasdy Ádám: Szentivánéji álom – Kórász Róbert, szabó; a közjátékban Holdfény (Gyulai Várszínház, 2004)
- Anton Pavlovics Csehov, Kosztolányi Dezső: Három nővér – Nyikolaj Lvovics Tuzenbach, báró, főhadnagy (Új Színház, 2004)
- Szép Ernő: Vőlegény – Lala, hetedikes gimnazista (Új Színház, 2005)
- Tamási Zoltán: Fűrészelés, forgácsok, roncsok – Leonyid (Stúdió 'K' Színház, 2005)
- George Bernard Shaw: Barbara őrnagy – 'Dolly' Cusins, Barbara vőlegénye, klasszika-filológus (Stúdió 'K' Színház, 2005)
- Jordi Galcerán, Madarász Nóra: Dakota – Guillermo (Pesti Árnyak társulat, Városi Színház, 2006)
- Emanuel Schikaneder, Mosonyi Aliz: Varázsfuvola-mese – Monostatos; Sárkány (Nemzeti Színház Stúdiószínpada, 2006)
- Forgácsok (TÁP Színház, 2006)
- Thomas Kyd, Szabó Stein Imre: Spanyol tragédia – Lorenzo (Budapesti Kamaraszínház, Tivoli, 2006)
- Georg Büchner, Christopher Marlowe, William Shakespeare, Christopher Marlow, Babits Mihály, Tandori Dezső, Szeredás András: Vihar, avagy a bűnbocsánat színjátéka – Antonio, Prospero öccse, Milánó bitorló ura (Stúdió 'K' Színház, 2007)
- Karel Čapek, Lajos Sándor: Harc a szalamandrákkal (Stúdió 'K' Színház, 2009)
- William Shakespeare, Márton László: Othello, the Moor of Venice – Gratiano, Brabantio rokona (Vígszínház, 2009)
- Stanisława Przybyszewska, Balogh Géza: A Danton-ügy – Saint-Just (Stúdió 'K', 2010)
- Sólem Aléchem, Joseph Stein, Reményi Gyenes István, G. Dénes György, Jerry Bock, Sheldon Harnick: Hegedűs a háztetőn – Mendel, a Rabbi fia (Vígszínház, 2010)
- Gárdonyi Géza: Rakott szesz – Baracs Imre (Színház- és Filmművészeti Egyetem, Ódry Színpad, 2010)
- Szőcs Artur, Deres Péter: Period... (Vígszínház – Hátsó színpad, 2010)
- William Shakespeare, Varró Dániel: Rómeó és Júlia – Sámson, Capuleték embere (Vígszínház, 2011)
- Böhm György, Horváth Péter, Korcsmáros György, filmforgatókönyv írói, Dés László, Nemes István: Valahol Európában – Tróger (Szegedi Szabadtéri Játékok, 2011.08.12
- Jürgen Hofmann, Lengyel Menyhért, Szántó Judit: Lenni vagy nem lenni  – külügyes (Vígszínház, 2011)
- Nina Raine, Kovács Krisztina: Billy világa – Daniel (Vígszínház, Pesti Színház, 2011)
- Horace McCoy, a Vígszínház: A lovakat lelövik ugye? – Pilinyi Soma // Pap (Vígszínház, 2012)
- Hamvai Kornél, Csikós Attila, Varró Dániel: A zöld kilences – Pincér; Molnár, színdarabíró (Vígszínház, 2012)
- Titus Maccius Plautus, Karsai György: A hetvenkedő katona – Hajó-Vontágh Gábor, athéni fiú, aki Partíciát szereti (Vígszínház, Pesti Színház, 2013)
- Pós Sándor, Déry Tibor, Presser Tibor, Adamis Anna: Popfesztivál 40 – fiú (Vígszínház, 2013)
- Georg Büchner, Bíró Bence, Ivanyos Ambrus, Thury Gábor: Danton halála – Hermann (Vígszínház, 2013)
- Nyikolaj Vasziljevics Gogol, Morcsányi Géza: Revizor – Az összes szolga (Vígszínház, 2014)
- Eszenyi Enikő, Kovács Krisztina: Ha majd egyszer mindenki visszajön... (Vígszínház, 2014)
- Harold Pinter, Hamvai Kornél: Hazatérés – Lenny (Budaörsi Latinovits Színház, 2014)
- Bertolt Brecht, Eörsi István, Kurt Weill: Koldusopera – Róbert; Rendőr (Vígszínház, 2015)
- William Shakespeare, Dancsecs Ildikó: Szentandrásnapi mámor (Sanyi és Aranka Színház, 2016)
- Sławomir  Mrożek, Pászt Patrícia: Emigránsok (Terminál Workhouse társulat, Stúdió'K', 2016)
- Tasnádi István, Dömötör Tamás: Bábelna – Keleti nyitás – Zoltán (Terminal Workhouse, Átrium Film-Színház, 2016)
- William Shakespeare, Dancsecs Ildikó: M/ámor, vagy amit akartok (Terminál Workhouse, Szkéné, 2016)
- Andersen meséje nyomán Sediánszky Nóra: A Hókirálynő ösvényén (Hunnia Bisztró, 2017)[13]

## Televíziós és filmes szerepei
- Drága örökösök – A visszatérés (magyar sorozat, 2024) ...pápa
- A mi kis falunk (magyar sorozat, 2024) ..Járókelő
- Aranybulla (magyar sorozat, 2022) ...Simon bán
- Blokád (magyar film, 2022) ...Szóvivő
- Lélekpark (magyar tévéfilm, 2021) ...Gondozó
- Jófiúk (magyar sorozat, 2019) ...Winkler Zoltán
- Drága örökösök (magyar sorozat, 2019) ...Bosko atya / Zsiga
- Egynyári kaland (magyar sorozat, 2019) ...Juhász
- Guerilla (2019)
- Alvilág (magyar sorozat, 2019)
- Nyitva (magyar vígjáték, 2018) ...Péter
- Oltári csajok (magyar sorozat, 2018)
- Jóban Rosszban (magyar sorozat, 2018) ...Lakos Csaba
- Tóth János (magyar sorozat, 2017–2018)
- Csak színház és más semmi (magyar tévéfilm sorozat, 2016) ...Várbíró Zsolt
- Team Building (magyar-német játékfilm, 2010)
- Utolsó idők (magyar filmdráma, 2009)
- Lux úr szabadalma (magyar kisjátékfilm, 2005)
- Kivégzés (magyar kísérleti film, 2005)
- Szezon (magyar vígjáték, 2004)
- A Hídember (magyar történelmi film, 2002)

## Szinkronszerepei
- Halálos iramban 7. – Sean Boswell (Lucas Black)
- Nyomtalanul – Tage Baggesen (Rasmus Botoft)
- Elysium – Zárt világ – Crowe (Josh Blacker)
- Zöld Lámpás – Hal Jordan (Ryan Reynolds)
- Az igazi kaland – Robin Jones (Patrick Fugit)
- Gettómilliomos – Salim (Madhur Mittal)

## Rendezései
A Színházi adattárban regisztrált bemutatóinak száma 2017. november 1-i lekérdezéskor: 6.
- Csáth Géza: A Janika (az Új Színház stúdiója, Zöld Macska Diákpince, 2006)[7][14]
- Jékely Zoltán: Egy kutya a konyhából (Bertolt Brecht Dobszó az éjszakában című műve nyomán, Ködszurkálók Színház – Sirály, 2006)[7][15]
- Marius von Mayenburg: Lángarc (Sirály, 2007)[16]
- Füst Milán: Zongora (Sirály, 2008)
- Toepler Zoltán: Korpusz (Stúdió "K" Színház, 2008)[7]
- Géczi Zoltán: Átégetve (színházi performansz, Ray Bradbury Fahrenheit 451 című regénye nyomán, AKKU, 2008)[17]
- Tyúkok a kakason (Sirály, 2008)[18]
- Karel Čapek, Lajos Sándor: Harc a szalamandrákkal (Stúdió "K" Színház, 2009)
- Géczi Zoltán, Fülöp Áron: Anton, avagy a végén minden jobbra fordul (morbid melodráma, B32 Galéria és Kultúrtér, 2017)[19]

## További Információk
- Géczi Zoltán[halott link] a nava.hu-n